# Mario vs. Donkey Kong 2: March of the Minis
Mario vs. Donkey Kong 2: March of the Minis is een spel voor de Nintendo DS en werd in Europa uitgebracht op 9 maart 2007. Het is het vervolg op Mario vs. Donkey Kong voor de Game Boy Advance. Het is mogelijk via wifi online te gaan.

## Verhaal
Het verhaal begint met Mario die een pretpark opent (Super Mini Mario World). Hij is bij de grote opening met de gastvrouw Pauline. Donkey Kong wil een mini-Donkey Kongspeeltje geven aan Pauline, maar zij weigert dit, in plaats daarvan neemt zij de mini-Mario's van Mario. Donkey Kong wordt woedend en ontvoert haar. Hij neemt haar naar kamer 'R' (refereert aan Roof). Mario kan hen niet volgen en stuurt de mini-Mario's achter hen aan.
Lijst van Donkey Kong-spellen